# Kapelle des Western Cemetery

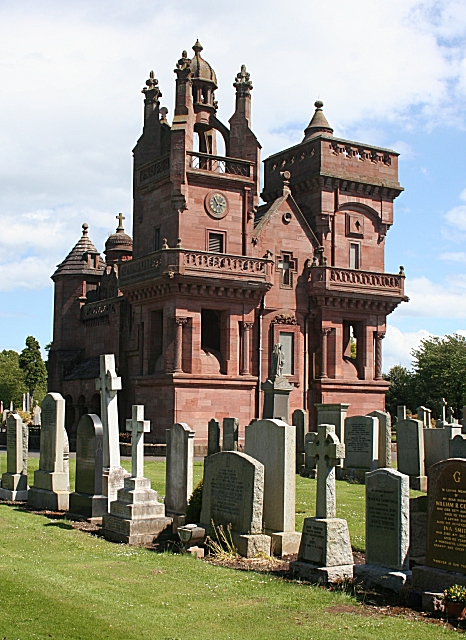
Kapelle des Western Cemetery

Die Kapelle des Western Cemetery ist eine Friedhofskapelle in der schottischen Kleinstadt Arbroath in der Council Area Angus. 1971 wurde das Bauwerk in die schottischen Denkmallisten zunächst in der Kategorie B aufgenommen. Die Hochstufung in die höchste Denkmalkategorie A erfolgte 1997.

## Geschichte
Es war der im nahegelegenen Hospitalfield House lebende schottische Maler und Architekt Patrick Allan Fraser, der den Bau der Kapelle als Familiengruft initiierte. Fraser zeichnet selbst für die Entwürfe verantwortlich und führte den Bau durch. 1875 begonnen, war die Kirche etwa neun Jahre später fertiggestellt. Fraser übergab die Kirche der Stadt Arbroath. Die Friedhofskirche ist nicht konfessionsgebunden.
2008 wurde das Gebäude in das schottische Register gefährdeter denkmalgeschützter Bauwerke in Schottland aufgenommen. Im Jahre 2016 wurde sein Zustand als verhältnismäßig gut bei gleichzeitiger geringer Gefährdung eingestuft.

## Beschreibung
Die Kapelle steht inmitten des Western Cemetery am Westrand von Arbroath. Der Bau aus lokalem rotem Sandstein dominiert den Friedhof. Er ist vornehmlich im historisierenden Scottish-Baronial-Stil ausgestaltet, jede Fassade greift jedoch zudem eine andere Periode der Kirchenarchitektur auf. Es ragen Türme und Tourellen auf. Die ornamentale Ausgestaltung ist insbesondere im Innenraum herausragend. Entlang der Außenfassaden ist eine Christusstatue hervorzuheben, deren Baldachin einen Fries mit der Szene eines typischen schottischen Trauerzugs zeigt.